# Thủ tướng Bulgaria
Thủ tướng Bulgaria (tiếng Bulgaria: Министър-председател, Ministar-predsedatel) là người đứng đầu chính phủ Bulgaria. Thủ tướng là lãnh đạo của một liên minh chính trị trong cơ quan lập pháp của Bulgaria - được gọi là Quốc hội (tiếng Bulgaria: Народно събрание, Narodno sabranie) - và người lãnh đạo của nội các.
Thủ tướng hiện tại là Dimitar Glavchev.